# Guides à cheval
 (novembre 2019).
 (septembre 2021).
Les guides à cheval sont des cavaliers hommes ou femmes, exerçant la fonction de guide. 

## Dans le monde

### France

#### Guides à cheval touristiques
Une des premières compagnies est créée à Luchon.

#### Guides à cheval militaires
Les compagnie de guides à cheval sont créées durant les guerres de la Révolution française auprès des généraux en chef des différentes armées de la République. Fortes de quelques dizaines de cavaliers légers, leur mission est d'assurer la protection et l'escorte de l'état-major ainsi que de la garde personnel du général en chef.
Les trois premières compagnies sont créées le 25 avril 1792 dans chacune des trois grandes armées du Nord, du Centre devenue Moselle et du Rhin commandées par les généraux Kellermann, La Fayette et Luckner. Elles sont alors composées d’un capitaine, un lieutenant, un maréchal des logis, deux brigadiers et seize guides à cheval. 
Toutefois liberté est laissée aux généraux d’armée d’incorporer dans ces compagnies le nombre de guides du pays qu’ils jugeront nécessaires et dont le traitement sera payé sur leur ordre. S’ils sont choisis parmi des cavaliers, hussards, dragons ou chasseurs en activité de service, les guides ont le droit après la guerre de rentrer dans leurs régiments ou de se retirer. Les officiers sont choisis par les généraux en chef et commissionnés ensuite par le ministre.

##### Guides de Bonaparte
Les plus connus sont les guides à cheval de l'armée d'Italie de 1796 et 1797. Réorganisée par Bonaparte lors de sa nomination au commandement de l’armée d’Italie, la compagnie est confiée au capitaine Bessières du 22e régiment de chasseurs à cheval. Destinés principalement aux escortes, ils fournissent des petits postes, des reconnaissances sous les ordres des aides-de-camp du général en chef ou plus simplement son service d’escorte rapprochée. Ils vont également être utilisés ponctuellement comme force d’appoint pour des coups de main audacieux ou comme force de réserve dans la bataille : à Lonato, Roveredo, Arcole et Rivoli notamment. Bonaparte quittant le commandement de l'armée d'Italie le 16 novembre 1797, la compagnie de guides à cheval est majoritairement appelée, auprès de lui, à l’armée d’Angleterre à l’exception de quelques-uns conservés par Berthier à l’armée d’Italie. Environ 120, dont la quasi-totalité des cadres, embarqueront à Toulon pour suivre Bonaparte en Égypte qui, une fois arrivé au sommet de l’État comme Premier Consul, les rappellera tous à ses côtés au sein des chasseurs à cheval de la garde des Consuls devenus chasseurs à cheval de la Garde impériale.